# Into the Unknown
Into the Unknown è il secondo album in studio dei Bad Religion, pubblicato nel 1983.
L'album rappresentò un significativo cambiamento rispetto al precedente sound dalla band, che si sviluppò in una sorta di rock progressivo con uso preminente della tastiera, e non fu molto popolare tra i fan a causa di questo improvviso cambiamento di stile. Quando, nel 1991, i Bad Religion pubblicarono la compilation 80-85 (una raccolta di canzoni registrate prima del loro terzo album Suffer) Into the Unknown non fece parte della compilation.
L'album fu seguito nel 1984 dall'EP Back to the Known, il quale, come indicato dal titolo ("ritorno al conosciuto") rappresentò il ritorno dei Bad Religion alle loro radici punk.

## Informazioni
L'album è spesso ritenuto uno dei principali fattori nella rottura del 1984 all'interno dei Bad Religion, poiché le registrazioni dell'album furono portate avanti fra i dissensi interni. Il batterista Pete Finestone e il bassista Jay Bentley lasciarono la band dopo la registrazione della prima canzone.
Solo 10 000 copie furono prodotte e distribuite, ma la maggior parte tornò ai magazzini della Epitaph. Il chitarrista Brett Gurewitz ricorda ironicamente "[inviammo] diecimila copie e undicimila tornarono [indietro]". Tuttavia, molte finirono effettivamente nelle mani dei fans, come confermato dalla fidanzata di Brett Gurewitz, Suzy Shaw, che diede via tutte e 300 le copie a disposizione.
L'album viene generalmente disconosciuto dalla band, e non ne è mai stata realizzata una seconda stampa. Nonostante lo stato d'abbandono, tuttavia, Into the Unknown è divenuto molto desiderato e ricercato sul mercato dei collezionisti. I Bad Religion, commentando l'album sul loro sito ufficiale, hanno dichiarato che non stanno cercando di nasconderlo ai fan, e che "chiunque lo ascolti capirà perché non è mai stato ri-distribuito".

## Tracce
1. It's Only Over When... - 3:41 (Graffin)
2. Chasing the Wild Goose -2:50 (Gurewitz)
3. Billy Gnosis - 3:31 (Gurewitz)
4. Time and Disregard - 7:10 (Graffin)
5. The Dicothomy - 4:55 (Gurewitz)
6. Million Days - 3:49 (Graffin)
7. Losing Generation - 3:36 (Graffin)
8. ...You Give Up - 3:02 (Graffin)

## Formazione
- Greg Graffin - voce, sintetizzatore, tastiere, chitarra acustica
- Brett Gurewitz - chitarra elettrica, chitarra acustica, voce
- Paul Dedona - basso
- Davy Goldman - batteria